# Idaea ustimargo
Idaea ustimargo là một loài bướm đêm trong họ Geometridae.